# 寺田和雄
寺田 和雄（てらだ かずお、1931年（昭和6年）6月27日 - 2015年（平成27年）5月2日）は、日本の政治家。元東京都町田市長（4期）。

## 概要
市内原町田出身。1958年、法政大学経済学部卒業。1970年町田市秘書課長、教育長、助役を経て、1990年から2006年までの4期16年に渡って町田市長を務める。2007年、地方自治功労により、旭日小綬章を授与。2015年5月2日、肝臓がんのため市内金森の自宅で死去、83歳。趣味は読書・山。

## 著書
- 『山憶い・都市想い－わがふるさと町田をめぐって－』茗溪堂、2005年
- 『ふるさと町田文学散歩－鶴見川・境川源流紀行』茗渓堂、2014年